# Tom Sandqvist
Tom Sandqvist, född 18 januari 1954 i Borgå, är finlandssvensk konstvetare och författare. Han är son till Rolf Sandqvist och gift med Ann Edholm.
År 1979 avlade Sandqvist kandidatexamen vid Helsingfors universitet för att 1988 disputera för filosofie doktorsexamen i konstvetenskap vid Lunds universitet med en avhandling om minimalismen och dess teoretiska bakgrund i den amerikanska samtidsestetiken och filosofihistorien. Sandqvist har sedan början av 1970-talet även arbetat som frilanskritiker i Sverige och Finland.
Efter att ha arbetat som producent vid Riksutställningar i Stockholm innehade han professuren i konstens teori och idéhistoria vid Kungliga Konsthögskolan i Stockholm. Sandqvist har också arbetat som adjungerad professor vid Konsthögskolan i Umeå och Högskolan för Fotografi och Film i Göteborg samt som lektor i konstens teori och idéhistoria vid Konstfack i Stockholm. Idag är han docent i konstvetenskap vid Lapplands universitet i Rovaniemi i Finland och samtidigt professor emeritus vid Konstfack. Han har även arbetat som gästprofessor vid Konstfack.
Sandqvist har publicerat ett tjugotal böcker om samtidsestetik, estetisk filosofi och konsthistoria förutom en lång rad essäer i tidskrifter och olika slag av publikationer både i Sverige och utomlands. Bland andra böcker har han gett ut Dada öst (2005) om rumänerna inom dadaismen, som även publicerades av The MIT Press i USA och Storbritannien ett år senare. Efter denna utkom Ett svunnet Europa (2009) om den central- och östeuropeiska modernismen och uppföljaren Det andra könet i öst (2010). 2011 gav han ut Helig, helig är bilden (2011) och 2014 Ahasverus vid staffliet om judisk konst och judiska konstnärer i den central- och östeuropeiska modernismen, ett ämne som han fördjupade i studien Vi söker ett sammanhang (2016) om den östjudiska shtetlkulturen samt dadaisten Arthur Segal, orfisten Sonia Delaunay och suprematisten Kasimir Malevitj. Sandqvist har också gett ut ett antal romaner, till exempel Hertha Hesselson (2020) och Hemma i Drohobycz (2021). Senast har Sandqvist uppmärksammat den polsk-judiske författaren och konstnären Bruno Schulz. I romanen Hemma i Drohobycz (2021) låter Sandqvist Bruno Schulz själv komma till tals och lägga sig i polemiken om sitt eftermäle. I boken Den svarta kvadraten (2025) låter han författaren skriva ett brev till suprematismen Kasimir Malevitj där han reflekterar kring konstnärens ukrainska uppväxt och kopplingar till såväl det ukrainska avantgardet som den östjudiska filosofin, i synnerhet den kabbalistiska mystiken. 
I december 2024 återvände Sandqvist till ett konstnärskap som legat i kuvös sedan tonåren med en separatutställning på Galleri Örhänget i Stockholm och under våren 2025 i galleriet på Vandalorum i Värnamo. Han visade en serie fotografiska collagebilder med starka självbiografiska inslag, en hela tiden växande serie C-prinbilder som också presenterades på en separatutställning på Galleri Thomas Wallner i Malmö i augusti-september 2025. 
Som utställningskommissarie har Sandqvist varit ansvarig för en rad utställningar i Sverige, Finland och annorstädes. Han var ordförande för Stiftelsen Gerlesborgsskolan 2020–2021. År 2019 erhöll Sandqvist Längmanska kulturfondens stora kulturpris för sitt författarskap. 

## Översättningar
- Urmuz: Bisarra blad (översättning med Dan Shafran) (Lund: Ellerström, 2002)